# 飯沼ゆうき
飯沼 ゆうき（いいぬま ゆうき、3月7日 - ）は、日本の漫画家。血液型はA型。年齢と性別は非公開にしている。

## 来歴・人物
- 2005年、『週刊少年サンデー超』に掲載された『恩ぎゃえし』でデビューを果たす[1]。
- 2009年、『いつわりびと◆空◆』を『週刊少年サンデー』で初連載。その後、『クラブサンデー』に移籍し、2013年まで連載する。
- その合間に、『ちゃおデラックスホラー』と『増刊flowers』に読み切りを掲載。
- 西森博之が原作担当の『何もないけど空は青い』を、『週刊少年サンデー』2014年16号より2015年38号まで連載。
- メスの兎を一羽飼っており、『週刊少年サンデー』の巻末コメントでは、「冬に聴きたい曲はなんですか？→うさぎの歌」（2010年1号）「個人的に今年一番嬉しかったニュースはなんですか？→手のひらサイズでリアルに動くうさぎ人形」（2010年4・5合併号）「突然、一か月も休めることができたらどのように過ごしますか？→うさぎとたわむれる。」（2010年6号）「ぼーっとしている時に、良く考えてしまう考え事はなんですか？→うさぎのこと。」（2010年7号）などうさぎネタを絡めるのが定番であった。また、動物全般が好きで、『いつわりびと◆空◆』のキャラクターの名前にも動物の名前を入れるのを主流としている。
- 2011年5月18日より、ブログを開始。ほぼ毎日更新しており、『いつわりびと◆空◆』の裏設定、キャラのプロフィールなども公開している。

## 作品リスト

### 連載
- いつわりびと◆空◆（『週刊少年サンデー』2009年9号 - 2010年11号 → 『クラブサンデー』2010年2月19日 - 2013年11月5日、単行本全23巻）全224話（エピローグ、特別編含む）
- 何もないけど空は青い（原作：西森博之、『週刊少年サンデー』2014年16号[2] - 2015年38号、単行本全7巻）
- 新世のリブラ（『月刊サンデージェネックス』2016年2月号[3] - 2018年2月号 → 『サンデーうぇぶり』、単行本全7巻）
- 満天の星と青い空（原作:西森博之、『月刊サンデージェネックス』2018年9月号[4] - 2019年11月号、単行本全3巻）
- アカゴヒガン（『月刊サンデージェネックス』2020年8月号デジタル版[5] - 2022年8月号、単行本全6巻）
- 転生した異世界で家政婦になりました!（『comico』2021年1月27日[6] - 連載中）
- 漫画で学ぶNISAとiDeCo（『日本経済新聞電子版』2022年[7] - 2022年、全3話）
- 転生した女マフィアは異世界で平凡に暮らしたい 〜暗殺者一家の伯爵令嬢ですが、天使と悪魔な団長がつきまとってきます〜（『コミックノヴァ』2024年2月23日 - 連載中、既刊3巻）

### 読切
- 恩ぎゃえし（『週刊少年サンデー超』2005年9月25日号） - デビュー作[1]
- スピアの槍（『週刊少年サンデー超』2006年1月25日号）
- 正直たぬきとたからもののやま（『週刊少年サンデー超』2006年5月25日号）
- コサンタの幸せプレゼント（『週刊少年サンデー超』2006年7月25日号）
- 正直たぬきとたからもののやま（『週刊少年サンデー』2007年24号）
- うらがえしのサンドリヨン（『ちゃおデラックスホラー夏号』2013年8月20日号）
- とものて（『ちゃおデラックスホラー冬号』2014年2月20日号）
- スキ！（『別冊少年マガジン』2014年10月号[8]）

## 師匠
- 瀬尾公治

## アシスタント
- 中西真智子